# Ailsa Craig
Ailsa Craig (Schots-Gaelisch: Creag Ealasaid, vertaald naar het Nederlands: Elizabeth's rots of Elfenrots) is een Schots eiland in de Firth of Clyde. Het onbewoonde eiland is een vulkanische plug van een uitgedoofde vulkaan met een hoogte van 338 meter.
Het eiland, plaatselijk bekend als "Paddy's milestone", was in de 16e eeuw een veilige haven voor katholieken tijdens de Schotse reformatie. In 1831 werd de earl van Cassilis de eerste markies van het eiland. Van het midden van de 19e eeuw tot het midden van de 20e eeuw werd het eiland bekend om de aanwezigheid van de zeldzame granietsoort Ailsite (een riebeckiet). Ailsite wordt vandaag de dag nog gebruikt voor het maken van curlingstenen. Van het gesteente werd ook deels het St Giles' Cathedral te Edinburgh gebouwd. In de jaren zeventig werd de vuurtoren op het eiland, gebouwd van 1883 tot 1886 en ontworpen door Thomas Stevenson, uitgerust met automatische bediening. Sindsdien is het eiland onbewoond.
Tegenwoordig is het als vogelreservaat de thuisbasis voor een groot aantal jan-van-genten en een toenemend aantal alken.
Andere namen van het eiland zijn:
- A’ Chreag
- Aillse Creag
- Creag Alasdair
- Ealasaid a’ Chuain
- Alasan
- Paddy’s milestone